# Harangi Imre
Harangi Imre (Nyíradony, 1913. október 16. – Budapest, 1979. február 4.) olimpiai bajnok ökölvívó.

## Élete
Nyíradonyban született. Tizennégy évesen került Budapestre. 1929-től a Herminamezei AC, majd 1939-től a MÁVAG SK ökölvívója volt. 1929-ben nyerte első ifjúsági országos bajnokságát.  Legjelentősebb eredményét a berlini olimpián érte el, ahol könnyűsúlyban olimpiai bajnoki címet szerzett. Az újkori nyári olimpiai játékok történetében ez volt a harmincnegyedik magyar aranyérem, illetve – Kocsis Antal (1928) és Énekes István (1932) után – ő volt a harmadik magyar ökölvívó, aki olimpiai bajnoki címet szerzett. 1936-ban tagja volt az Amerikai Egyesült Államokban szereplő Európa-válogatottnak. A második világháborúban a légierőnél szolgált. Egy kényszerleszállás során súlyosan megsebesült. A háború után a MÁVAG SK utánpótlás-edzőjeként dolgozott.

## Sporteredményei
- olimpiai bajnok (1936)
- Európa-bajnoki 2. helyezett (1934)
- hatszoros magyar bajnok (1933–1938)

## Díjai, elismerései
- Nyíradony díszpolgára (2003) /posztumusz/

## Emlékezete
- Hajdúsámsonban már életében utcát nevezetek el róla
- Harangi Imre ökölvívó ifjúsági emlékverseny
- Hajdúsámsonban sportegyesületet neveztek el róla (1996)
- Nyíradonyban rendezvénycsarnokot neveztek el róla (2003)
- A Csanádi Árpád Iskolában termet neveztek el róla
- Harangi Imre váltófutás 239 kilométeres távon (2005)
- Alakja felbukkan (keresztnév említése nélkül, de azonosítható módon) Kondor Vilmos magyar író Budapest noir című bűnügyi regényében.